# Янги-Миришкор
Янги-Миришкор — городской посёлок, административный центр Миришкорского района Кашкадарьинской области Узбекистана.

## Инфраструктура
В посёлке имеется одна средняя школа, кооперативный колледж, завод по очистке хлопка. Ближайшая железнодорожная станция — Касан (33 км).

## Население
По переписи населения в 1989 году в селе проживало 3107 человек.